# Bruce Dickinson
Paul Bruce Dickinson (Nottinghamshire, 7 de agosto de 1958) é um músico inglês mais conhecido por seu trabalho como vocalista da banda britânica de heavy metal Iron Maiden desde 1981. Ele possui um estilo vocal operístico e uma presença de palco enérgica e teatral.
Bruce começou sua carreira musical em bandas que tocavam em pequenos bares durante os anos 1970, enquanto estava na escola em Sheffield e na faculdade, em Londres. Em 1979 ele entrou na banda de rock Samson, com a qual gravou dois álbuns de estúdio e adquiriu certa popularidade sob o nome Bruce Bruce. Ele saiu do Samson em 1981 para entrar no Iron Maiden, substituindo Paul Di'Anno, e estreando no álbum The Number of the Beast no ano seguinte. Durante sua primeira participação na banda, foram lançados vários álbuns de sucesso, resultando na fama mundial de Bruce e se tornando um dos mais aclamados vocalistas do gênero heavy metal.
Bruce saiu do Iron Maiden em 1993 a fim de seguir com sua carreira solo, na qual fazia experimentos em vários estilos do rock. Bruce retornou ao Iron Maiden em 1999 junto com o guitarrista Adrian Smith e permanecem juntos desde então, tendo gravado mais alguns álbuns de estúdio. Depois disso, Bruce lançou somente um álbum em sua carreira solo, Tyranny of Souls (2005).
Em 2006, Bruce Dickinson foi incluído na lista dos 100 Melhores Vocalistas de Heavy Metal de Todos os Tempos, feita pela revista norte-americana Hit Parader, ficando na 7° posição. Ele também foi incluído na lista dos 10 Melhores Vocalistas de Heavy Metal, feita pelo site The Top Tens, ficando na 1° posição. Adicionalmente, ficou em  2° lugar na lista dos "50 Melhores Cantores de Rock e Metal" do site Loudwire.
Fora de sua carreira na música, Dickinson é bem conhecido pela grande variedade de atividades que realiza. Mais notavelmente, ele empreendeu uma carreira como piloto comercial da Astraeus Airlines, o que levou a uma série de empreendimentos divulgados pela mídia, como pilotar o avião do Iron Maiden, Ed Force One, durante suas turnês mundiais. Após o fechamento da Astraeus, ele criou sua própria empresa de manutenção de aeronaves e treinamento de pilotos em 2012, a Cardiff Aviation. Dickinson apresentou seu próprio programa de rádio na BBC Radio 6 Music de 2002 a 2010, participou de documentários de televisão, escreveu romances e roteiros de cinema, criou uma cerveja bem sucedida com Robinsons Brewery e competiu na esgrima internacionalmente.

## Biografia

### Infância e juventude
Paul Bruce Dickinson nasceu em Worksop, Nottinghamshire. Sua mãe, Sonia, trabalhava a meio-período em uma loja de sapatos, e seu pai, Bruce, era um mecânico no exército. Quando Bruce nasceu, seus pais eram muito jovens, fazendo com que os dois se casassem ainda adolescentes. Inicialmente, foi criado por seus avós; seu avô era um trabalhador na mina de carvão local e sua avó era uma dona de casa. Isto é referido em sua canção "Born In 58", do álbum Tattooed Millionaire.
Dickinson começou a estudar em Manton Primary em Worksop, enquanto seus pais se mudaram para Sheffield. Logo depois, quando tinha seis anos, ele também foi despachado para Sheffield, onde frequentou uma escola primária em Manor Top. Depois de seis meses, seus pais decidiram mudá-lo para uma pequena escola particular chamada Sharrow Vale Junior. Devido ao constante movimento, Dickinson afirma que este período de sua vida lhe ensinou a ser autossuficiente, já que não conseguia desenvolver amizades fortes. Dickinson tem uma irmã mais nova, Helen Stormanns, que nasceu em 1963. Ele tentou isolar-se dela tanto quanto ele podia quando era jovem, supostamente por despeito, porque a gravidez dela fora planejada, ao contrário da dele.
A primeira experiência musical de Dickinson foi dançar na frente de seus avós a música "The Twist", de Chubby Checker, quando ainda vivia com eles em Worksop. A primeira gravação que Dickinson lembra possuir foi o single "She Loves You", dos Beatles, que ele conseguiu convencer seu avô a comprar, o que o tornou mais interessado em música. Ele tentou tocar um violão que pertencia ao seu pai, mas isso machucava seus dedos.
Na época que ele se mudou para Sheffield, os pais de Dickinson ganhavam uma boa vida comprando propriedades, reformando-as e, em seguida, vendendo-as.  Como resultado, grande parte da infância de Dickinson foi gasta vivendo em um canteiro de obras, até que seus pais compraram uma pensão e uma garagem onde seu pai começou a vender carros usados. A renda de seu sucesso empresarial deu-lhes a oportunidade de dar a Bruce - então com 13 anos - um ensino em um colégio interno, e acabaram escolhendo Oundle, uma escola particular de Northamptonshire. Dickinson não se opunha a mudar-se para longe de casa, porque ele não tinha construído "nenhum apego real" com seus pais, tendo sido criado por seus avós em Worksop até seus seis anos de idade.
Em Oundle, Bruce foi rotineiramente intimidado por garotos mais velhos de Sidney House, a pensão que ele morava, que ele descreveu como "uma tortura sistemática" e fez com que ele se tornasse uma pessoa pouco social. Seus interesses em Oundle eram frequentemente de cunho militar; ele co-fundou a sociedade escolar de jogos de guerra com Mike Jordan, e então subiu para uma posição de valor na força de cadetes da escola, com o qual ele foi autorizado a lidar com munição de verdade, que ele usou para criar explosões como armadilhas.
Oundle foi onde Dickinson tornou-se atraído por hard rock, depois de ouvir "Child in Time" do Deep Purple tocando no quarto de outro aluno. Como resultado, o primeiro álbum que ele comprou foi Deep Purple in Rock, que criou seu interesse pelo rock. Após In Rock, ele também comprou o álbum de estreia do Black Sabbath, Aqualung do Jethro Tull e Tarkus do Emerson, Lake & Palmer. Em cada período, uma banda tocava na escola; a primeira delas que Dickinson viu era chamada Wild Turkey, com o ex-baixista do Jethro Tull Glenn Cornick. Depois disso, ele viu Van der Graaf Generator e Arthur Brown.
Dickinson inicialmente queria tocar bateria e até obteve um par de bongôs para praticar. Ele se lembra de tocar "Let It Be" com seu amigo Mike Jordan; foi nesse momento que Bruce descobriu seu talento para ser cantor ao incentivar Jordan a cantar as notas altas. Pouco depois, Dickinson foi expulso da Oundle por participar de uma brincadeira em que ele urinou no jantar do diretor.
Voltando para Sheffield em 1976, Dickinson se inscreveu na King Edward VII School, na qual ele entrou em sua primeira banda. Ele tinha ouvido dois outros alunos falando sobre sua banda e que eles precisavam de um cantor. Eles ensaiaram na garagem do pai do baterista, e a banda ficou impressionada com a voz de Dickinson, encorajando-o a comprar seu primeiro microfone. Seu primeiro show aconteceu no Broadfield Tavern, em Sheffield. Originalmente chamada de "Paradox", a banda mudou seu nome na sugestão de Dickinson para "Styx", sem saber do grupo americano com o mesmo nome. Eles apareceram em jornais locais quando um trabalhador braçal foi acordado por uma performance do grupo e tentou destruir o kit de bateria. Logo depois a banda se separou.

### Sucesso: Samson e Iron Maiden
Foi o vocalista da banda Samson de 1980 até ter-se juntado ao Iron Maiden no fim de 1981.
Com a entrada de Bruce no Iron Maiden, marcou a fama maior da banda, chegando a 20 milhões de cópias do álbum The Number of the Beast.
Bruce deixou o Iron depois do álbum Fear of the Dark de 1992 para seguir carreira solo, o que prejudicou o Iron Maiden nos anos de 1995 a 1998. Porém seu primeiro álbum foi Tattooed Millionaire lançado em 1990 ainda no Iron Maiden.
Em 1999 ele voltou ao Iron Maiden e lançou o Brave New World, seguidos por Dance of Death (2003), A Matter of Life and Death (2006), The Final Frontier (2010) e o último, The Book of Souls (2015). Após o Dance of Death, ele lançou apenas um álbum solo, chamado Tyranny of Souls, sem deixar o Iron Maiden.

### Carreira solo

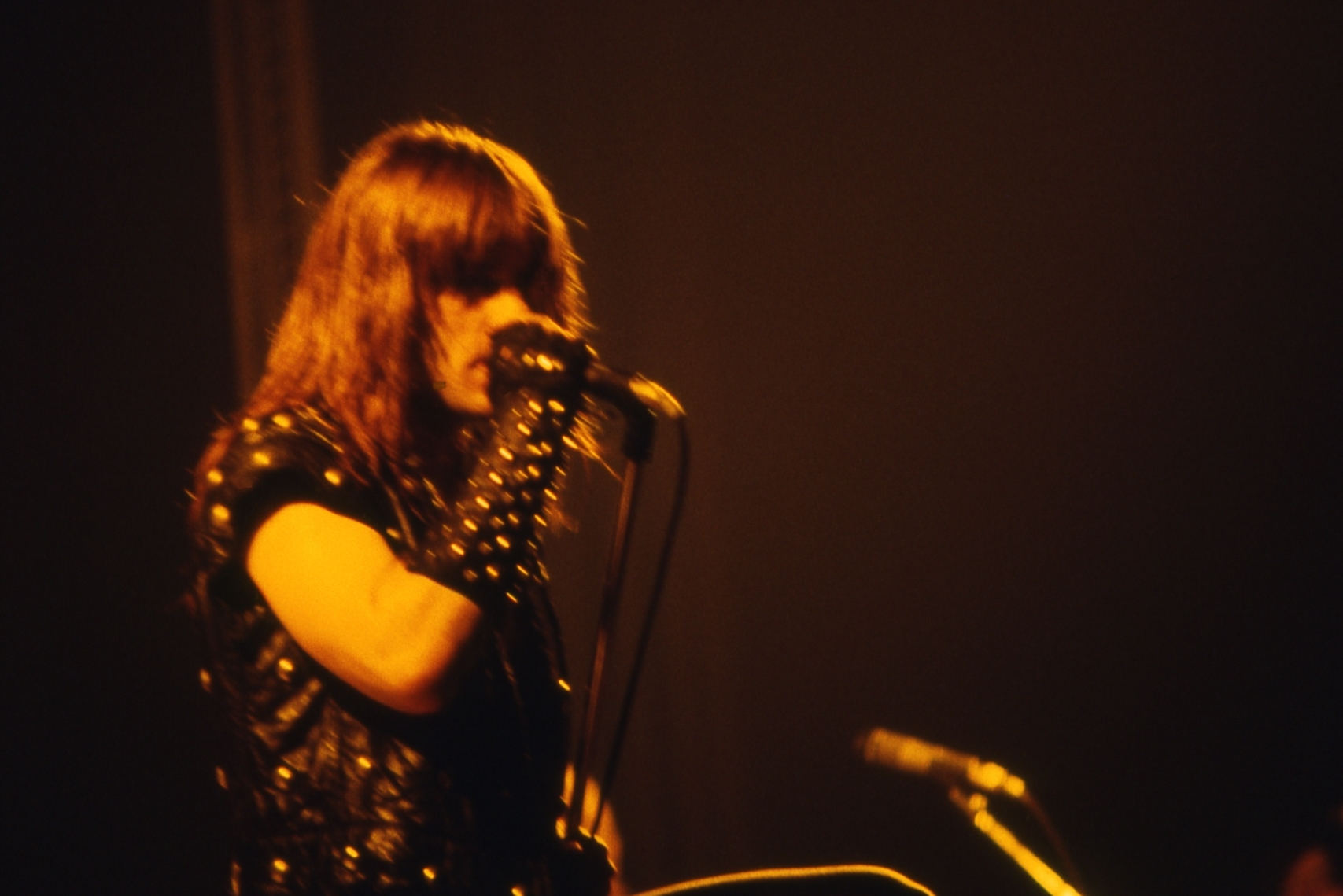
Dickinson em 1982.

A carreira solo de Dickinson foi bastante consistente. No início de 1989, a Zomba solicitou para Dickinson para que este fizesse uma trilha para o filme A Nightmare on Elm Street 5: The Dream Child, com um orçamento, um estúdio e um produtor, Chris Tsangarides. Dickinson aproveitou a oportunidade e chamou um velho amigo o guitarrista ex-Gillan, Janick Gers. Logo após a reunião, eles tinham "Bring Your Daughter to the Slaughter" pronta para o estúdio. A canção foi composta com a ajuda do baixista Andy Carr, e o baterista Fabio del Río. Mais tarde naquele ano, Dickinson participou de uma regravação do Deep Purple, "Smoke on the Water", como parte do esforço humanitário Rock Aid Armênia. Sua intenção agora era lançar um álbum solo.
Sua estreia solo, Tattooed Millionaire, foi escrito e gravado em poucas semanas, e lançado em maio de 1990. Apoiado pela banda Skin, Bruce Dickinson, com Mr. Bean, fez uma versão cover de Alice Cooper que foi usado em 1992 para a Comic Relief, e cinco anos depois, em Bean Soundtrack.
Para o seu segundo trabalho solo, Balls to Picasso, Dickinson recebeu a colaboração do produtor americano, Keith Olsen. Insatisfeito com os resultados, Dickinson começou a trabalhar com Roy Z, guitarrista do Tribe of Gypsies, para melhorar o trabalho de Olsen. O álbum foi gravado com o Tribe of Gypsies como a banda de apoio, e foi lançado em 1994. Nesse mesmo ano, Dickinson gravou uma versão cover de "Sabbath Bloody Sabbath" com a banda Godspeed no álbum Nativity in Black em tributo ao Black Sabbath. O Tribe of Gypsies partiu para continuar com seu trabalho e Dickinson rastreou outra banda. Agora seu parceiro de composição era Alex Dickson. 
Em dezembro de 1994, durante a turnê mundial para promover o álbum Balls To Picasso, Dickinson fez um show em Sarajevo, onde chegou em um comboio humanitário escoltado por forças da ONU. O show foi lançado no documentário Scream for me, Sarajevo! de 2016.
Após o fim da turnê ele começou a trabalhar num novo álbum, Skunkworks. Dickinson decidiu que a banda iria ser chamada assim, mas abandonou a ideia de continuar com o nome no lançamento. Devido a diferenças musicais, o "Skunkworks" como entidade deixou de existir quando a turnê acabou. Após um curto período de inatividade, Dickinson, mais uma vez fez parceria com Roy Z e o Tribe of Gypsies para gravar seu próximo álbum, Accident of Birth. Adrian Smith foi chamado como convidado e manteve-se mais tarde como membro também para a turnê. O álbum marcou o retorno ao heavy metal para Dickinson. Foi um álbum mais pesado do que os do Iron Maiden, e com uma influência menos progressivo.
A seguir veio The Chemical Wedding, um álbum semi-conceitual sobre alquimia. Ele buscou inspiração dos escritos de William Blake, com canções como "Book of Thel", com o mesmo título de alguns de seus poemas, e a arte apresentando uma de suas pinturas. Recorde, foi mais sucesso que seu antecessor, com letras e músicas poderosas. Dickinson gravou uma versão cover de "Bohemian Rhapsody", do Queen com Montserrat Caballé, quase dez anos depois de seu dueto com Freddie Mercury.
Scream for Me Brazil foi um álbum ao vivo que documentou um show gravado em São Paulo em 1999, durante uma turnê.
Em fevereiro de 1999, Dickinson, junto com Smith voltou ao Iron Maiden.
No final de 2001, foi lançado uma coletânea, intitulada The Best of Bruce Dickinson. Este trabalho também incluiu uma edição limitada do disco de raridades e duas músicas novas.
Em maio de 2005, foi lançado Tyranny of Souls. Desta vez, as composições foram todas divididas entre Roy Z e Dickinson. Muitas canções foram compostas por Roy que enviava a gravação de riffs para Dickinson, enquanto ele estava em turnê com o Maiden.
Em 21 de junho de 2005, Dickinson a relançou sua discografia solo completa, com discos bônus com faixas raras e remasterizada. Nesse mesmo ano, Dickinson contribuiu para a canção, "Beast In The Light", do álbum Tribuzy, a execução. Em 2006, foi lançado um pacote de três DVDs, Anthology, contendo shows de sua carreira, vídeos promocionais e imagens de seu trabalho sobre Samson.
Em 1 de março de 2024, lança The Mandrake Project, seu sétimo álbum solo e também o primeiro em 19 anos. O disco foi produzido em conjunto com o produtor e colaborador musical de Bruce de longa data, Roy Z.

## Vida pessoal

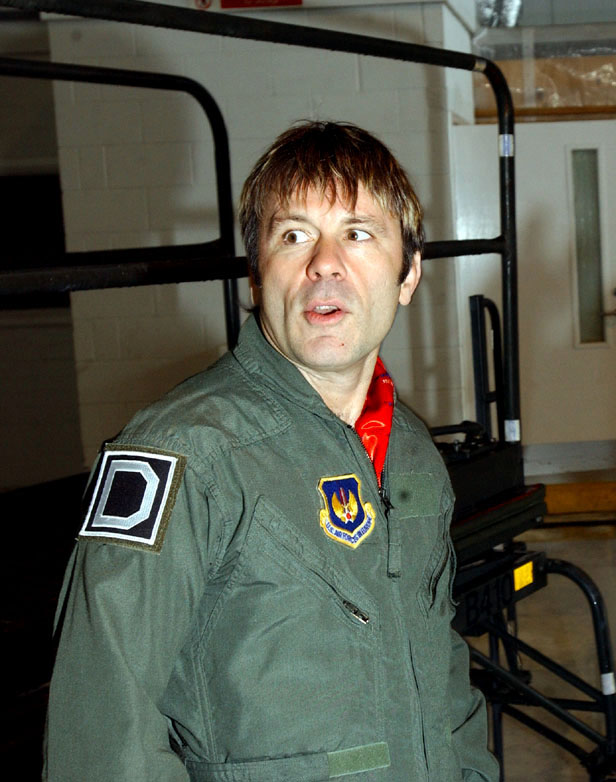
Bruce Dickinson em roupas de voo.

Além de seus trabalhos com música, Dickinson também é ator, roteirista, esgrimista, historiador, piloto e colecionador de tanques de guerra, mestre cervejeiro, sendo um dos responsáveis pela criação da cerveja Trooper, empresário no ramo de aviação, e inicialmente, diretor de marketing.
Bruce, que é o integrante do Iron Maiden de menor estatura (1,68m), também é esgrimista e chegou a competir, chegando a ser chamado para ser o capitão da equipe profissional de esgrima nas Olimpíadas de 1988, mas recusou pois estava em turnê com o Iron Maiden.
Nos anos 2000, Bruce apresentou, aos sábados, um programa vespertino de rock na estação de rádio BBC 6 Music da divisão de rock alternativo da BBC, e o Programa Heavy Metal no Ar (sobre aviação) pelo Discovery Channel. Recentemente ele pegou o papel principal na série da BBC Radio 2, Masters of Rock.
Dickinson, que trabalhou profissionalmente como piloto de aviação civil na empresa britânica Astraeus Airline, foi responsável por pilotar o Boeing 747 que levou a banda na  Somewhere Back in Time World Tour e The Final Frontier World Tour.
No dia 19 de julho de 2011, foi presenteado com um honorário doutorado de Música pela universidade Queen Mary College de Londres, em honra à sua contribuição à indústria musical.
Em fevereiro de 2015, Bruce foi diagnosticado com câncer na língua. Após análise médica, foi constatado que ele tinha grandes possibilidades de cura, pois o câncer ainda estava no estágio inicial. Em maio de 2015, através da página oficial do Iron Maiden no Facebook, Bruce divulgou nota em que comemora a cura do câncer e agradece o apoio dos fãs em todo o mundo.
Em 2016, ele saiu novamente em turnê mundial com o Iron Maiden para promover o álbum The Book of Souls. A banda seguiu a bordo de um avião Boeing 747-400 personalizado com a capa do novo álbum e foi pilotado, em algumas ocasiões,  por ele próprio.
Em novembro de 2018, foi nomeado cidadão de honra de Sarajevo por seu apoio à capital da Bósnia e Herzegovina durante a Guerra da Bósnia que aconteceu entre os anos de 1992 e 1995.
Em outubro de 2020, fez uma cirurgia no quadril, na qual colocou cinco centímetros e meio de titânio na perna, devido aos esforços da turnê do Iron Maiden.

### Relacionamentos
Dickinson foi casado com Erica Barnett entre 1984 e 1986.
Ao lado de Patrice Bowden, teve três filhos, Austin, Griffin e Kia, frutos dessa união que começou em 1990 e terminou por volta de 2018. Em 2020, “Paddy” foi encontrada morta em casa em razão de um trágico acidente. Austin, é o vocalista da banda de metalcore Rise to Remain.
Seu sobrinho mais novo, Rob Dickinson, foi o primeiro vocalista da banda britânica de rock alternativo Catherine Wheel.
Em 2019, passou a namorar a instrutora fitness francesa Leana Dolci.

## Discografia

### Samson
- Survivors (relançamento) (1979)
- Head On (1980)
- Shock Tactics (1981)
- Live at Reading 1981 (1990)

### Solo
- Tattooed Millionaire (1990)
- Balls to Picasso (1994)
- Skunkworks (1996)
- Accident of Birth (1997)
- The Chemical Wedding (1998)
- Tyranny of Souls (2005)
- The Mandrake Project (2024)

### Iron Maiden
- The Number of the Beast (1982)
- Piece of Mind (1983)
- Powerslave (1984)
- Somewhere in Time (1986)
- Seventh Son of a Seventh Son (1988)
- No Prayer for the Dying (1990)
- Fear of the Dark (1992)
- Brave New World (2000)
- Dance of Death (2003)
- A Matter of Life and Death (2006)
- The Final Frontier (2010)
- The Book of Souls (2015)
- Senjutsu (2021)

## Turnês
- Tattooed Millionaire (1990)
- Balls to Picasso  (1994-1995)
- Skunkworks  (1996)
- Accident of Birth  (1997)
- Chemical Wedding (1998-1999)
- European Open Air  (2002)
- The Final Frontier (2011)